# Xenolobus fuliginosus
Xenolobus fuliginosus är en stekelart som först beskrevs av Roy D. Shenefelt 1979.  Xenolobus fuliginosus ingår i släktet Xenolobus och familjen bracksteklar. Inga underarter finns listade i Catalogue of Life.